# Natalia Jędruś
Natalia Jędruś (ur. 1997) – polska aktorka.

## Życiorys
W 2019 roku otrzymała Nagrodę im. Jana Machulskiego za rolę w projekcie F 63.9. W 2021 roku ukończyła studia w Akademii Teatralnej im. Aleksandra Zelwerowicza w Warszawie.
Filmowy debiut przypadł aktorce w filmie (Nie)znajomi (2019). Począwszy od 2022 roku wciela się w stałą rolę pielęgniarki Kamy w serialu Barwy szczęścia. Odgrywała jedną z głównych ról, Róży Niedzielskiej w serialu Bunt! (2022) emitowanym przez TVN i udostępnianym w Playerze. W 2023 wystąpiła w serialu Canal+ pt. Sortownia.

## Filmografia
na podstawie FilmPolski.pl
| Rok       | Tytuł            | Rola                      | Uwagi                                                               |
| --------- | ---------------- | ------------------------- | ------------------------------------------------------------------- |
| 2017      | F 63.9           | Natalia                   | 2019: Nagroda im. Jana Machulskiego w kategorii „Najlepsza aktorka” |
| 2018      | Ślad             | Eliza Kruczek             | odc. 19                                                             |
| 2018      | Na sygnale       | Basia                     | odc. 205                                                            |
| 2019      | Komisarz Alex    | Ewa Zawadzka              | odc. 149                                                            |
| 2019      | (Nie)znajomi     | Zosia                     |                                                                     |
| 2020      | Królestwo kobiet | Julka Bielska             |                                                                     |
| 2021      | Mamy to!         | niania Asia               | odc. 4                                                              |
| 2021      | Otwórz oczy      | kasjerka w operze         | odc. 6                                                              |
| 2021      | Erotica 2022     | lalka                     |                                                                     |
| 2021      | Czarna owca      | Weronika, uczennica Magdy |                                                                     |
| 2022–2023 | Barwy szczęścia  | pielęgniarka Kama         |                                                                     |
| 2022      | Bunt!            | Róża Niedzielska          |                                                                     |
| 2023      | Sortownia        | Justyna, córka Jacka      |                                                                     |
| 2025      | Putin            | Tamara, sekretarka Putina |                                                                     |
| 2025      | Prawda           | Katarzyna                 |                                                                     |